# فتاة من الغد

مشهد من مسلسل فتاة من الغد.

فتاة من الغد (بالإنجليزية: The Girl from Tomorrow)‏ مسلسل تلفزيوني أسترالي تم إنتاجه عام 1991م. تدور أحداثه في 12 حلقة لمدة 24 دقيقة للحلقة. بدأت إذاعته رسميا القناة التاسعة الأسترالية في 5 يناير 1992م وحتى 23 مارس 1992م. وتمت دبلجته إلى اللغة العربية لاحقا، وبثته قنوات فضائية عربية عدة.

## قصة المسلسل
يحكي المسلسل عن فتاة مراهقة اسمها (ألانا) تختارها أستاذتها للسفر بواسطة آلة الزمن المصممة خصيصا للسفر عبر الزمن والمسماة كبسولة الزمن, وذلك لمعرفة أسباب حدوث الكوارث التي ستهدم البشرية والحضارة الإنسانية للنصف الشمالي من الكرة الأرضية. تشعر (نادين) بأمر سيئ يمكن أن يقع لها ولأستاذتها التي طمأنت تلميذتها، ومن تم تكتشف (نادين) السبب الرئيسي وراء إصرار الأستاذة على العودة للماضي، فتسرع إلى مكان الإقلاع عبر كبسولة الزمن ولكنها تكتشف أن الأوان قد فات، فتقوم بإخبار (برونو Bruno) رئيس مشروع السفر عبر الزمن، بأن أستاذتها لن تعود مجددا، لكنه طمأنها بأن الآلة مصممة للسفر إلى عام 2500 ومن ثم العودة إلى عام 3000 حيث هم. وفعلا تعود أستاذتها ولكن لا تخرج بمفردها، بل بصحبة (سيلفرثورن) وهو مجرم من عام 2500 يحمل نوايا السيطرة على المستقبل.
يحاول المجرم استخدام مسدسه الليزري للقضاء على مبنى علماء في المستقبل ولكنه لا يفلح بسبب التكنولوجية الخارقة لمحول الطاقة، تندفع (نادين) لإنقاذ أستاذتها، لكن (سيلفرثورن) يستخدمها كرهينة، مقررا بأنه إن لم يتمكن من السيطرة على المستقبل فسيحاول ذلك مع الماضي.
- السفر إلى 1990:

يختطف (سيلفرثورن) الفتاة (نادين) ويسافر عبر كبسولة الزمن إلى عام 1990، يلاحظ (برونو) عبر الحاسوب أن كبسولة الزمن قد وصلت إلى عام 1990 حيث اختطفت (نادين) كرهينة، غير أن الفتاة تنجح في الهروب من شراك المجرم (سيلفرثورن) وتتعرف على (دجيني) فتاة مراهقة أصبحت صديقتها وتساعدها مع عائلتها للعودة إلى زمنها الأصلي، ولكنهم يكتشفون أن كبسولة الزمن قد تعطلت، فتبذلان جهودا كبيرة من أجل إصلاحها، وتنجحان في نهاية المطاف.

## الأدوار ومعلومات عن المسلسل
- كاثرين كولين : الانا ( نادين في النسخة العربية )
- مليسا مارشال : دجيني كيلي.
- جون هاورد (ممثل) : سيلفر.
- هيلين أوكونور : إرين كيلي
- أندرو كلارك : جيمس روني.
- جيمس فندلاي : بيتر كيلي.
- مايلز باشانان : إيدي.
- غرانت دودويل : مارك جونسون.
- هيلين جونز : توليستا.
- مونرو ريميرز : برونو.
- باولين شان : أرفا.
- أندي دفاين : سيد كوربيت.
- تأليف : مارك شيرفز وجون تومسون.
- إخراج : كاتي مولر.
- دبلجة عربية : مؤسسة نادين للأعمال الفنية.

## عرض المسلسل
بدأت إذاعته رسميا القناة التاسعة الأسترالية في 5 يناير 1992م، وحتى 23 مارس 1992م. وتمت دبلجته إلى اللغة العربية لاحقا، وبثته قنوات فضائية عربية عدة بين 1994 و1996 حيث لاقى متابعة واسعة.

## طالع كذلك
- الجزء الثاني نهاية الغد.

## وصلات خارجية
- فتاة من الغد على موقع IMDb (الإنجليزية)
- فتاة من الغد على موقع كينوبويسك (الروسية)
- فتاة من الغد على موقع ألو سيني (الفرنسية)
- فتاة من الغد على موقع قاعدة بيانات الفيلم (الإنجليزية)
- معلومات عن المسلسل في موقع imdb